# Federazione di judo del Portogallo
La Federazione di judo del Portogallo (in portoghese Federação Portuguesa de Judo  abbreviata in FPJ) è l'organo che governa il judo in Portogallo.
La FPJ fa parte del International Judo Federation ed è membro della European Judo Union. Organizza le manifestazioni judoistiche locali. Nel 1963 ha organizzato i primi campionati nazionali. La FPJ gestisce la squadra nazionale portoghese nelle competizioni internazionali, tra cui i campionati mondiali ed europei, i Giochi Olimpici, e i Giochi Lusitani, i Giochi del mondo di lingua portoghese.
L'Associazione ha sede a Lisbona ed ha un suo centro di assistenza, il Centro de Alto Rendimento ad Anadia, nel Velódromo Nacional. Il Presidente è José Manuel Álvares da Costa e Oliveira.